# Muurschildering Student Hotel Amsterdam
Muurschildering Student Hotel Amsterdam is een muurschildering in Amsterdam-Oost.
De Braziliaanse street art-kunstenaar Cranio (schuilnaam voor Fabio Oliviera) was in 2016 in Amsterdam. Zijn murals zijn verspreid over de wereld van Londen tot São Paulo te zien. De kunstgalerie Vroom & Varrossieau hield in zomer 2016 een expositie van het werk van Cranio onder de titel American diet en vroeg aan hem of hij een mural wilde aanbrengen op het gebouw van Student Hotel Amsterdam aan de Wibautstraat, Vrolikstraat. Dat gebouw is in Amsterdam beter bekend onder de naam Paroolgebouw. Het gebouw heeft met name aan de kant van de Vrolikstraat grijze betonvlakken. Cranio bracht er in 2016 een relatief kleine muurschildering aan, waarin zijn handtekening als kunstenaar is terug te vinden. Hij beeldde al eerder veelvuldig Zuid-Amerikaanse Indianen af in combinatie met de teloorgang van hun cultuur. In Amsterdam beeldt Granio zijn blauwe Indianen af op een roze/violette fiets. Achterop staat zijn/haar kind op de achteras. Vader/moeder en kind worden vergezeld door een Batmanachtige figuur, ook blauw. Op de fietsen zijn voorts nog te vinden een rood aapje, een blauwe walvis met hondje en een groene olifant.